# 脂肪アシルエチルエステルシンターゼ
脂肪アシルエチルエステルシンターゼ (fatty-acyl-ethyl-ester synthase, EC 3.1.1.67) は、次の化学反応を触媒する酵素である。
長鎖脂肪アシルエチルエステル + H2O {\displaystyle \rightleftharpoons } 長鎖脂肪酸 + エタノール
したがって、この酵素の基質は長鎖脂肪アシルエチルエステルと水、生成物は長鎖脂肪酸とエタノールである。
この酵素は加水分解酵素に属し、特にカルボン酸エステルに作用する。系統名はlong-chain-fatty-acyl-ethyl-ester acylhydrolaseで、省略してFAEESとも呼ばれる。